# ⃀
$
Pour les articles homonymes, voir Som.
Le symbole som (⃀) est un symbole monétaire utilisé pour le som, la monnaie du Kirghizistan. Ce symbole est utilisé depuis le 8 février 2017 par la Banque national de la république Khirghiz.

## Sources
- (en) National Bank of Kyrgyz Republic, Proposal to add the currency sign for the KYRGYZ SOM to the UCS, 2020 (lire en ligne)